# 安妮格雷特·施特劳赫
安妮格雷特·施特劳赫（德語：Annegret Strauch，1968年12月1日—），德国女子赛艇运动员。她曾代表东德、德国参加1988年和1992年夏季奥林匹克运动会赛艇比赛，获得一枚金牌和一枚铜牌。